# 40.º governo republicano (Portugal)
O 40.º governo da Primeira República Portuguesa nomeado a 6 de julho de 1924 e exonerado a 22 de novembro do mesmo ano, foi liderado por Alfredo Rodrigues Gaspar.
A sua constituição era a seguinte:
| Cargo                               | Detentor | Detentor                                        | Período                                      |
| ----------------------------------- | -------- | ----------------------------------------------- | -------------------------------------------- |
| Presidente do Ministério            |          | Alfredo Rodrigues Gaspar (1865–1938)            | 6 de julho de 1924 a 22 de novembro de 1924  |
| Ministro do Interior                |          | Alfredo Rodrigues Gaspar (1865–1938)            | 6 de julho de 1924 a 22 de novembro de 1924  |
| Ministro da Justiça e dos Cultos    |          | João Catanho de Meneses (1854–1942)             | 6 de julho de 1924 a 22 de novembro de 1924  |
| Ministro das Finanças               |          | Daniel Rodrigues (1877–1951)                    | 6 de julho de 1924 a 22 de novembro de 1924  |
| Ministro da Guerra                  |          | Ernesto Vieira da Rocha (1872–1952)             | 6 de julho de 1924 a 22 de novembro de 1924  |
| Ministro da Marinha                 |          | Fernando Augusto Pereira da Silva (1871–1943)   | 6 de julho de 1924 a 22 de novembro de 1924  |
| Ministro dos Negócios Estrangeiros  |          | Vitorino Henriques Godinho (1878–1962)          | 6 de julho de 1924 a 22 de novembro de 1924  |
| Ministro do Comércio e Comunicações |          | Henrique Pires Monteiro (1882–1958)             | 6 de julho de 1924 a 22 de novembro de 1924  |
| Ministro das Colónias               |          | Álvaro Bulhão Pato (1860–1936)                  | 6 de julho de 1924 a 22 de novembro de 1924  |
| Ministro da Instrução Pública       |          | António de Abranches Ferrão (1883–1932)         | 6 de julho de 1924 a 22 de novembro de 1924  |
| Ministro do Trabalho                |          | Rodolfo Xavier da Silva (1877–1955)             | 6 de julho de 1924 a 22 de novembro de 1924  |
| Ministro da Agricultura             |          | Alfredo Rodrigues Gaspar (interino) (1865–1938) | 6 de julho de 1924 a 22 de julho de 1924     |
| Ministro da Agricultura             |          | António Alberto Torres Garcia (1889–1937)       | 22 de julho de 1924 a 22 de novembro de 1924 |